# ランデヴー (テレビドラマ)
『ランデヴー』（英: rendez-vous）は、1998年7月3日から9月11日までTBS系列の『金曜ドラマ』枠で放送されたテレビドラマ。
恋を忘れた平凡な主婦と女流ポルノ作家が、友情や恋愛に対するときめきを取り戻す姿を描く。

## キャスト
田所朝子（36)
演 - 田中美佐子　
結婚4年目の平凡な主婦。ある日、ブースカ好きの夫への不満が爆発し家から飛び出し、ホテル「マリア」へ行き着く。そこで真由美と出会い親友となっていく。また守へ恋するようになる。
工藤真由美（43)
演 - 桃井かおり　
ホテル「マリア」に住む女性。売れっ子のポルノ小説家。若い頃付き合っていた彼氏を亡くしており、それが原因で恋愛ができなくなっていたが、死んだ恋人にそっくりな猛と出会い興味を持つ。
岩田猛
演 - 高橋克典　
守・栞の兄。定職につかず好き勝手に生きているが実は大病を抱えている。
岩田守
演 - 柏原崇　
猛の弟。借金に苦しんでいたが朝子の借金の立替えをする代わりに付き合ってくれというお願いを聞き入れる。
杉浦さとみ
演 - 菊池麻衣子　
猛が通う病院の医者。
田所誠治
演 - 吹越満
朝子の夫。朝子に熱烈なアタックをして結婚したがブースカが好きすぎて朝子をほったらかしにした結果出ていかれる。後に野々村と意気投合する。
遠藤祥子
演 - 山口紗弥加　
守の幼馴染で守に恋心を抱いている。　
野々村光作
演 - 田口浩正
真由美の担当。真由美が純文学を書いていた頃から知っている。ブースカ好きであり、誠司と出会った時に意気投合する。　
岩田賢吾
演 - 河原さぶ
猛達兄弟の父親。　
岩田慎二
演 - 海宝直人
守・猛・栞の弟。
北野百合子
演 - 岸田今日子
ホテル「マリア」のオーナー。若い頃熱烈な恋をしたジョージ・チャキリスとの再会を夢見ている。
岩田栞
演 - 水谷妃里
守・猛の妹。中学生。
佳織
演 - 内野明音
守・猛・栞の妹。
祥吾
演 - 斎藤祐太
猛・守・栞の弟。
リン
演 - 厳豊瑞
小西比奈子
演 - 佐藤康恵
ロックバンド
演 - No'where　
運転手
演 - 森野熊八
通称「熊ちゃん」。
女性客
演 - 山口詩史（vol.1）
ヒデオ
演 - 水橋研二（vol.4）
マスター
演 - 森山米次（vol.6）
ジョージ・チャキリス
演 - ジョージ・チャキリス（本人役）
特別出演。岸田演じる百合子の初恋の相手役として出演。
その他
演 - 半海一晃、松田直樹、舘正貴、森康子、山上賢治、森富士夫、森大雅、石黒正男、平野貴大、木村準、栗原直樹

## 主題歌
- 華原朋美「here we are」（ワーナーミュージック・ジャパン）

## スタッフ
- 脚本 - 岡田惠和
- 音楽 - 板倉文
- プロデューサー - 橋本孝
- 演出 - 土井裕泰、大岡進、金子文紀
- 製作著作 - TBS

## 放送日程
| 各話             | 放送日        | サブタイトル               | 演出     | 視聴率 |
| ---------------- | ------------- | -------------------------- | -------- | ------ |
| vol.1            | 1998年7月03日 | もう一度恋したい           | 土井裕泰 | 14.6％ |
| vol.2            | 1998年7月10日 | 100万円の恋                | 土井裕泰 | 9.6%   |
| vol.3            | 1998年7月17日 | 夏に開く34才の恋、43才の恋 | 大岡進   | 10.6％ |
| vol.4            | 1998年7月24日 | 彼が誘いにやって来た!      | 大岡進   | 9.3％  |
| vol.5            | 1998年7月31日 | 彼女が恋を捨てた理由       | 土井裕泰 | 8.7％  |
| vol.6            | 1998年8月07日 | 花火大会の夜、せつないキス | 土井裕泰 | 8.1%   |
| vol.7            | 1998年8月14日 | さようなら私の恋           | 大岡進   | 10.6%  |
| vol.8            | 1998年8月21日 | ブースカ夫の逆襲           | 大岡進   | 10.5%  |
| vol.9            | 1998年8月28日 | 猛、倒れる!                | 金子文紀 | 7.4%   |
| vol.10           | 1998年9月04日 | ロンググッドバイ           | 土井裕泰 | 8.5%   |
| vol.11（最終話） | 1998年9月11日 | 夢                         | 土井裕泰 | 9.7%   |